# Stanisław Henryk Józef Więckowski
Stanisław Henryk Józef Więckowski (ur. 27 października 1885, zm. w 1946) – pułkownik artylerii Wojska Polskiego.

## Życiorys
Stanisław Więckowski urodził się w Moskwie, a jego rodzicami byli Jan Stanisław Więckowski, urzędnik oraz Henrietta z domu Wink. Ukończył w Jekaterynburgu na Uralu gimnazjum oraz we Władywostoku instytut języków wschodnich. Jako ochotnik w lutym 1918 zgłosił się do I Korpusu Polskiego. Po otrzymaniu przydziału na początku 1919 do Inspektoratu Artylerii skierowano go do Poznania do dyspozycji generała Józefa Dowbor-Muśnickiego. W powstaniu wielkopolskim był współtwórcą artylerii. Od 6 lutego 1919 w 1 pułku artylerii lekkiej wielkopolskiej w stopniu podpułkownika dowodził III dywizjonem. Kiedy sformowano dywizjon, 1 kwietnia 1919 przeniesiony został do 2 pułku artylerii polowej w którym został dowódcą I dywizjonu, a w końcu lipca zakończył jego formowanie. Za zasługi mianowano go dowódcą 2 pułku artylerii polowej wielkopolskiej. 5 czerwca 1919 został formalnie przyjęty do Wojska Polskiego z zatwierdzeniem posiadanego stopnia podpułkownika ze starszeństwem z dniem 1 marca 1917.
M.in. organizował na froncie wielkopolskim w przypadku ofensywy niemieckiej w rejonie Ostrzeszowa, drugą linię obrony. Baterie którymi dowodził skutecznie likwidowały wypady piechoty niemieckiej na polskie pozycje oraz ostrzał polskich pozycji ogniem nieprzyjacielskiej artylerii. Stanisław Więckowski był uczestnikiem przygotowującym wojskowe zabezpieczenie rewindykacji ziem, które traktatem wersalskim zostały przyznane Polsce. 18 stycznia 1920 był dowódcą wkraczających dywizjonów do Kępna, Leszna oraz Zbąszynia. Od 1920 do 1929 dowodził 17 pułkiem artylerii polowej wielkopolskiej w Gnieźnie. 1 grudnia 1924 awansował na pułkownika ze starszeństwem z dniem 15 sierpnia 1924 i 4. lokatą w korpusie oficerów artylerii. 29 października 1929 został powołany na stanowisko zastępcy szefa Departamentu Artylerii Ministerstwa Spraw Wojskowych w Warszawie. Z dniem 31 października 1935 został przeniesiony w stan spoczynku. Opuścił kraj we wrześniu 1939 i przedostał się do Wielkiej Brytanii, gdzie zmarł w 1946.
Jego żoną była Janina z Odlanickich-Poczobutt.

## Ordery i odznaczenia
- Krzyż Walecznych
- Złoty Krzyż Zasługi z Mieczami
- Medal Międzysojuszniczy „Médaille Interalliée”